# Bodukaashihuraa
Bodukaashihuraa est une petite île inhabitée des Maldives. Son nom signifie « île des grosses noix de coco ».

## Géographie
Bodukaashihuraa est située dans le centre des Maldives, à l'Est de l'atoll Ari, dans la subdivision de Alif Dhaal.